# Литовсько-русько-московська війна (1368—1372)
Московсько-литовська війна 1368—1372 років — війна між Московським князівством і Великим князівством Литовським, що була викликана суперництвом двох найбільших країн Східної Європи за політичну гегемонію в регіоні, перш за все за вплив на Тверське князівство.

## Передумови
У 1368 році у Тверському князівстві виникла суперечка між микулинським князем Михайлом Олександровичем та кашинським князем Василем Михайловичем. Великий князь московський Дмитро Іванович не визнав перехід князівської влади до Михайла Олександровича (брата Уляни, дружини Ольгерда), прихильника зміцнення державної самостійності Твері та зближення його з Великим князівством Литовським, що змусило Михайла Олександровича втекти до Великого князівства Литовського (ВКЛ).

## Перший похід
Восени 1368 року литовські війська на чолі з Ольгердом, при підтримці Смоленська, розбили московське військо в Тросненській битві (всі князі, воєводи та бояри загинули у битві) і підступили до Москви. Союзні війська не змогли взяти місто, але спустошили околиці і з багатою здобиччю повернулись у Литву.
Внаслідок походу Ольгерда влада Михайла Олександровича над Тверським князівством була відновлена, до складу ВКЛ був повернений Ржев.

## Другий похід
Московське князівство не змирилось із наслідками походу 1368 року, і у 1370 році, після поразки литовців від Тевтонського ордену в битві під Рудау, знову напало на Твер, намагаючись захопити західну частину Тверського князівства, яка межувала з ВКЛ, та перерізати зв'язок між двома державами. Михайло Олександрович знову утік в Литву, але Ольгерд, зайнятий конфліктами з Орденом та Польщею, не зміг надати йому підтримки. Тоді Михайло Олександрович вирушив в Орду та домігся передачі йому ярлика на Велике князівство Володимирське, яким традиційно володіли московські князі.
Намагаючись захопити Твер як противагу Москві, Ольгерд вирушив на допомогу Михайлу Олександровичу і у листопаді 1370 року розпочав другий похід на Москву, облога якої (8-16 грудня) була невдалою.
Внаслідок походу було укладене перемир'я до 29 червня 1371 року. Під час перемир'я сторони спробували отримати військову та дипломатичну підтримку Орди та Константинопольського патріархату. Москві вдалось не допустити створення окремої православної митрополії ВКЛ, чого домагався Ольгерд.
У червні 1371 року Ольгерд відправив у Москву посольство з пропозицією укласти тривалий мирний договір. Посольство домовилось про заручини дочки Ольгерда Олени з князем серпухівським Володимиром Андрійовичом — двоюрідним братом та найближчим союзником Дмитра Івановича та продовження перемир'я до 26 жовтня 1371 року.

## Третій похід
Навесні 1372 року Москва розпочала підготовку до походу на Твер. Щоб упередити його, 7 квітня 1372 року одночасно з виступом Михайла Олександровича проти Дмитра Івановича військо ВКЛ на чолі з Кейстутом, його сином Вітовтом та Андрієм Ольгердовичем напали на Переславль-Залєський.
Кампанія 1372 року продовжилась походами литовсько-тверського війська на спірні міста Кашин та Торжок. 12 липня 1372 року тверське та литовське війська на чолі з Ольгердом з'єднались біля міста Любуцьк для третього походу на Москву. Туди ж підійшли основні сили московського війська. Обидва війська декілька днів стояли одне навпроти іншого, розділені глибоким яром. Не маючи достатніх сил, щоб схилити військовий успіх на свій бік, в середині липня ВКЛ, Твер та Москва підписали Любуцький мир.

## Наслідки
Внаслідок війни відбулось розмежування сфер впливу між Великим князівством Литовським і Москвою. Військові дії між двома країнами не велись аж до війни 1406—1408 років.
У 1375 році Дмитро Іванович обложив Твер, проте Михайло Олександрович зумів організувати оборону міста. Після місячної облоги сторони погодились на мирний договір, за яким Михайло Олександрович назавжди відмовлявся від прав на Володимирське князівство та претензій на Кашин, визнавав себе «молодшим братом» московського князя та уклав з ним антиординський союз.